# Quoi de neuf Phacochères !
Quoi de neuf Phacochères ! (What's Up Warthogs!) est une sitcom canadienne en quarante épisodes de 22 minutes créée par Alex Díaz et Julie Sagalowsky Díaz et diffusée entre le 11 mars 2011 et le 18 mai 2012 sur Family.
Cette série est inédite dans tous les pays francophones.

## Synopsis
La série suit deux adolescents rivaux - Victoria et Eric - qui avec l'aide de leur meilleur ami, Charlie, et Laney, le savant fou, se réunissent et transforment les annonces du matin de l'école en spectacle.

## Distribution

### Acteurs principaux
- Karissa Lee Staples : Victoria Jagger[2]
- Tiago Abreu : Eric Ortiz[3]
- Eduard Witzke : Charlee McGuinness[4]
- Ana Golja (en) : Laney Nielsen[5]

### Acteur récurrent
- Duane Murray : Mr Denovi[6]

### Invités
- Connor Price : Teddy Chadwick IV[7]
- Zak Long : Dex Kubrick
- David Fraser : Jerry le Gardien
- Argiris Karras : JJ Kay
- Michael Murphy : Freshman Newsie
- Amanda Joy Lim : Susie Kang
- Sidney Leeder : Cindy
- David Reale (en) : Warty
- Aidan Shipley (en) : Money Melvin
- Genevieve Kang : Kara Lee Burk
- Dylan Everett (en) : Randy

## Sortie internationale
Un aperçu de la sitcom a été diffusé sur Disney Channel à l'été 2011 et la série a été diffusée à partir de novembre 2011.
| Pays                | Titre               | Chaîne   |
| ------------------- | ------------------- | -------- |
| Royaume-Uni         | What's Up Warthogs! | Pop Girl |
| Nouvelle-Zélande    | What's Up Warthogs  | Four     |
| Australie           | What's Up Warthogs  | ABC3     |
| Brésil              | É isso aí, Javali!  | Gloob    |
| Émirats arabes unis | What's Up Warthogs! | e-Junior |
| Turquie             | Haber Takımı        | JOJO     |